# Miconia inamoena
Miconia inamoena är en tvåhjärtbladig växtart som beskrevs av Pilg.. Miconia inamoena ingår i släktet Miconia och familjen Melastomataceae. Inga underarter finns listade i Catalogue of Life.